# Secretum (Monaldi & Sorti)
Secretum (Latijn: geheim) is de titel van een historische roman, geschreven door het Italiaanse auteursduo Rita Monaldi en Francesco Sorti. Het boek werd in 2005 voor het eerst uitgegeven in Nederland, en is de opvolger van de bestseller Imprimatur (2002).

## Inhoud
In Secretum keren de twee hoofdpersonages uit het vorige deel Imprimatur terug: abt Atto Melani, spion voor koning Lodewijk XIV, en het naamloze knechtje uit de voormalige herberg De Schildknaap dat de abt terzijde staat. Het verhaal speelt zich af in Rome tijdens het jubeljaar 1700. Pelgrims uit heel Europa stromen toe om in de Heilige Stad vergeving voor hun zonden te vragen. Abt Melani is uitgenodigd op het huwelijk van een neef van de staatssecretaris van het Vaticaan, kardinaal Spada. De hele beau monde van Rome en Italië is aanwezig op het feest, dat vijf dagen zal duren.
Achter de schermen wordt intussen druk gekonkeld. Een donkere schaduw hangt over de stad, want paus Innocentius XII ligt op sterven. Politici, diplomaten en machtige kardinalen voeren tijdens het huwelijksfeest heimelijk onderhandelingen over het toekomstig conclaaf. Het wordt zonder twijfel de belangrijkste pausverkiezing in eeuwen, want wellicht kan alleen deze nieuwe paus de dreigende oorlog tussen de Europese grootmachten afwenden. Abt Melani heeft dan ook een doel voor ogen: hij poogt door politieke intriges de uitkomst van het conclaaf te sturen, om zo de toekomst van Europa te beïnvloeden.
Maar niet alleen de paus ligt op sterven, want ook de Spaanse vorst Karel II heeft niet lang meer te leven. De man heeft echter geen kinderen om hem op te volgen, dus het gekonkel om zijn troonopvolging bereikt tijdens het huwelijksfeest eveneens een hoogtepunt. De vorst blijkt een testament te hebben geschreven dat zeer voordelig uitpakt voor Frankrijk. Karel II laat de Spaanse troon namelijk over aan de hertog Filips van Anjou, kleinzoon van de Franse koning Lodewijk XIV.

## Achtergrond en speculaties
Monaldi en Sorti schrijven echter in Secretum dat het testament van Karel II met een valse handtekening is ondertekend. Filips van Anjou heeft in 1700 daarom ten onrechte de Spaanse troon beklommen. De uiterste consequentie van deze ontdekking is dat ook de huidige Spaanse koning Juan Carlos ten onrechte koning van Spanje is.
Opmerkelijk aan Secretum is dat het boek eerst in Nederland verscheen. Het Italiaanse schrijversduo Monaldi en Sorti zei zelfs van publicatie in Italië te willen afzien, omdat hun eerdere boek Imprimatur volgens geruchten het Vaticaan onwelgevallig was; het zou herdruk van Imprimatur zelfs hebben gesaboteerd.